# Athripsodes cuneorum
Athripsodes cuneorum là một loài Trichoptera trong họ Leptoceridae. Chúng phân bố ở miền Cổ bắc.